# 甘瑛
甘瑛，江西丰城人，明朝政治人物。

## 生平
宣德二年（1427年）丁未科进士。正统二年（1437年）接替殳文通任漳州府知府一职，正统十年（1445年）由李春接任。